# Gerhard Lehmbruch
Gerhard Lehmbruch (* 15. April 1928 in Königsberg; † 12. Juni 2022 in Tübingen) war ein deutscher Politikwissenschaftler.

## Leben und Wirken
Gerhard Lehmbruch kam als ältestes von drei Kindern des evangelischen Pfarrers Werner Lehmbruch und dessen Frau Erna, geb. Müller, zur Welt. Er wuchs bis zu seinem sechsten Lebensjahr im ostpreußischen Klein-Dexen auf, ehe die Familie in das westpreußische Rehhof nahe Marienwerder umzog. Nach kurzzeitigem Militärdienst im Winter und Frühjahr 1945 holte Lehmbruch 1947 in Weferlingen das Abitur nach und begann an der Kirchlichen Hochschule Berlin-Zehlendorf ein Studium der evangelischen Theologie und Philosophie. Nach Wechseln an die Universitäten Göttingen und Tübingen schloss er das Studium 1952 in Berlin mit der ersten kirchlichen Dienstprüfung ab. Anschließend ging er als Postgraduierter für ein Jahr an die Universität Basel.
Von 1953 bis 1954 war Lehmbruch wissenschaftliche Hilfskraft am politikwissenschaftlichen Lehrstuhl von Professor Theodor Eschenburg an der Universität Tübingen. Anschließend studierte er von 1954 bis 1959 Politikwissenschaft, osteuropäische Geschichte und Soziologie in Paris und Tübingen. Im Jahr 1962 wurde er in Tübingen mit einer Arbeit über das französische Parteiensystem promoviert. Im Zeitraum von 1960 bis 1967 war er wissenschaftlicher Assistent an der Universität Tübingen. Dort wurde er 1969 im Fach Politikwissenschaft kumulativ habilitiert, unter anderem unter Berücksichtigung der Schrift Proporzdemokratie von 1967.
Von 1969 bis 1973 hatte er die Stelle eines Wissenschaftlichen Rates und Professors an der Universität Heidelberg inne, ehe er 1973 an die Universität Tübingen zurückkehrte. Dort wurde er Nachfolger Theodor Eschenburgs auf dessen politikwissenschaftlichen Lehrstuhl. 1978 wurde Lehmbruch an die Universität Konstanz auf den Lehrstuhl für materielle Staatstheorie berufen und blieb dort bis zu seiner Emeritierung im Sommersemester 1996. Im Jahr 1990 hatte er zudem den Theodor-Heuss-Lehrstuhl an der New School for Social Research in New York inne. Von 1991 bis 1994 war er Vorsitzender der Deutschen Vereinigung für Politische Wissenschaft.
Lehmbruchs Forschungsschwerpunkte waren die Institutionen, politische Regelsysteme und Politikentwicklung im Vergleich, die Formen der Verhandlungsdemokratie und die politische Interessenvermittlung, das heißt die Beziehungen zwischen staatlichen Stellen und Interessenverbänden. Zentrale Themen stellten dabei die Rolle von Machtteilung und politischen Kompromissen dar; insbesondere geht der Begriff der Konkordanzdemokratie auf Lehmbruch zurück. 1976 veröffentlichte er das Standardwerk Parteienwettbewerb im Bundesstaat über das Zusammenwirken von föderalen Institutionen und dem Parteienwettbewerb in der Bundesrepublik Deutschland. In diesem Buch erläuterte Lehmbruch erstmals die sogenannte Strukturbruchthese.
Für seine Forschungen wurden Lehmbruch zahlreiche wissenschaftliche Ehrungen und Mitgliedschaften zugesprochen. Lehmbruch war Ehrenmitglied der Schweizerischen Vereinigung für Politische Wissenschaft (2002) und der Österreichischen Gesellschaft für Politikwissenschaft (2003). Ihm wurde 2003 für sein Lebenswerk der Theodor-Eschenburg-Preis der Deutschen Vereinigung für Politische Wissenschaft verliehen. 2009 erhielt er den Lifetime Achievement Award des European Consortium for Political Research. Anlässlich seines 85. Geburtstages fand ein Symposion statt. Die Beiträge wurden 2015 veröffentlicht. Zu Lehmbruchs akademischen Schülern zählen Manfred G. Schmidt, Klaus Armingeon, Roland Czada und Edgar Grande.
Lehmbruch war seit 1967 verheiratet. Das Paar hatte zwei erwachsene Töchter.

## Schriften (Auswahl)
Monografien
- Kleiner Wegweiser zum Studium der Sowjetideologie. Bonn 1958.
- Das Mouvement Républicain Populaire in der IV. Republik. Der Prozess der politischen Willensbildung einer französischen Partei. Hrsg. Thomas Ertman, Philip Manow. Nomos, Baden-Baden 2016 (urspr. als phil. Diss., Tübingen 1962, maschinenschriftlich vervielfältigt).
- Proporzdemokratie. Politisches System und politische Kultur in der Schweiz und in Österreich. Mohr Siebeck, Tübingen 1967.
- Einführung in die Politikwissenschaft. 4. Auflage, Kohlhammer, Stuttgart 1971, ISBN 3-17-001255-X.
- Parteienwettbewerb im Bundesstaat. Kohlhammer, Stuttgart 1976, ISBN 3-17-002798-0.
- Parteienwettbewerb im Bundesstaat. Regelsysteme und Spannungslagen im politischen System der Bundesrepublik Deutschland. 3. aktualisierte und erweiterte Auflage, Westdeutscher Verlag, Wiesbaden 2000, ISBN 3-531-43126-9.
- Verhandlungsdemokratie. Beiträge zur vergleichenden Regierungslehre. Westdeutscher Verlag, Wiesbaden 2003, ISBN 3-531-14134-1.
- Erinnerungen eines „Fünfundvierzigers“. Eine Jugend unter dem Hakenkreuz vor dem Hintergrund einer märkisch-ostpreußischen Familiengeschichte. Sonderschriften des Vereins für Familienforschung in Ost- und Westpreußen e. V., Selbstverlag des Vereins, Hamburg 2021, ISBN 978-3-931577-88-9.

Herausgeberschaften
- Einigung und Zerfall: Deutschland und Europa nach dem Ende des Ost-West-Konflikts. 19. Wissenschaftlicher Kongreß der Deutschen Vereinigung für Politische Wissenschaft, Leske + Budrich, Opladen 1995, ISBN 3-8100-1365-X.
- mit Klaus von Beyme, Iring Fetscher: Demokratisches System und politische Praxis der Bundesrepublik. Piper, München 1971, ISBN 3-492-01844-0.